# NGC 7253B
NGC 7253B (другие обозначения — PGC 68573, NGC 7253-2, VV 242, UGC 11985, ARP 278, MCG 5-52-11, KCPG 566B, ZWG 494.14) — галактика в созвездии Пегас.
Этот объект не входит в число перечисленных в оригинальной редакции «Нового общего каталога» и был добавлен позднее.